# Svezia al Junior Eurovision Song Contest
La Svezia ha partecipato 11 volte sin dal suo debutto nel 2003. Si sono succedute due diverse reti che hanno curato le varie partecipazioni. Le prime tre hanno visto la SVT (2003-2005) occuparsi delle scelte per la selezione della canzone, prima del ritiro realizzato assieme agli altri paesi dell'area scandinava (con i quali si organizza il Melodi Grand Prix Junior, riservato ai bambini di Norvegia, Danimarca, Finlandia e per l'appunto, Svezia). Nel 2006, 2007 e 2009 il canale privato TV4 è divenuto responsabile per la scelta del brano, fino a quando, nel 2010, SVT ha ripreso a curare la partecipazione svedese. Nel 2015 la Svezia si ritira nuovamente.

## Selezione nazionale
Dal 2003 al 2005 e dal 2010 fino ad oggi, la scelta della canzone è stata affidata al Lilla Melodifestivalen, programma simile al Melodifestivalen, selezione svedese per l'Eurovision Song Contest.

### I cambiamenti di TV4
Con il compito di organizzare la delegazione svedese per lo JESC, TV4 ha modificato i criteri di scelta ed ha organizzato una sua competizione per decidere il brano che serva a rappresentare la Svezia, mentre al contempo, il Lilla Melodifestivalen ha continuato ad esistere, per selezionare la canzone che sarà mandata al MPG Nordic.
Con il cambio di rete la Svezia ottiene anche il migliore risultato di sempre nella manifestazione, ottenendo il terzo posto con Molly Sandén e la sua "Det finaste någon kan få".
Dopo un anno di assenza nel 2008, la rete ha confermato la sua presenza per l'edizione del 2009.

### Il ritorno di SVT
Nel 2010 TV4 decise di ritirarsi dal concorso: così SVT decise di ritornare a curare la partecipazione svedese, ripristinando il Lilla Melodifestivalen come selezione. Nel 2015 SVT decide nuovamente di ritirarsi.

## Partecipazioni
- Primo posto
- Secondo posto
- Terzo posto
- Ultimo posto

| Anno                                    | Artista         | Canzone                  | Lingua           | Posizione | Posizione |
| Anno                                    | Artista         | Canzone                  | Lingua           | Finale    | Punti     |
| --------------------------------------- | --------------- | ------------------------ | ---------------- | --------- | --------- |
| 2003                                    | The Honeypies   | Stoppa mig               | Svedese          | 15º       | 12        |
| 2004                                    | Limelights      | Varför jag?              | Svedese          | 15º       | 8         |
| 2005                                    | M+              | Gränslös kärlek          | Svedese          | 15º       | 22        |
| 2006                                    | Molly Sandén    | Det finaste någon kan få | Svedese          | 3º        | 116       |
| 2007                                    | Frida Sandén    | Nu eller aldrig          | Svedese          | 8º        | 83        |
| Nessuna partecipazione nel 2008         |                 |                          |                  |           |           |
| 2009                                    | Mimmi Sandén    | Du                       | Svedese          | 6º        | 68        |
| 2010                                    | Josefine Ridell | Allt jag vill ha         | Svedese          | 11º       | 48        |
| 2011                                    | Erik Rapp       | Faller                   | Svedese          | 9º        | 57        |
| 2012                                    | Lova Sönnerbo   | Mitt mod                 | Svedese          | 6º        | 70        |
| 2013                                    | Eliias          | Det är dit vi ska        | Svedese          | 9º        | 46        |
| 2014                                    | Julia Kedhammar | Du är inte ensam         | Svedese, inglese | 13º       | 28        |
| Nessuna partecipazione dal 2015 al 2025 |                 |                          |                  |           |           |

## Storia delle votazioni
Al 2014, le votazioni della Svezia sono state le seguenti: 
Punti dati
| Posizione | Stato       | Punti |
| --------- | ----------- | ----- |
| 1         | Paesi Bassi | 64    |
| 2         | Russia      | 63    |
| 3         | Armenia     | 58    |
| 4         | Bielorussia | 45    |
| 5         | Belgio      | 36    |

Punti ricevuti
| Posizione | Stato       | Punti |
| --------- | ----------- | ----- |
| 1         | Paesi Bassi | 51    |
| 2         | Belgio      | 46    |
| 3         | Bielorussia | 35    |
| 4         | Russia      | 31    |
| 5         | Ucraina     | 30    |